# Hästskräppa
Hästskräppa (Rumex aquaticus) är en växtart i familjen slideväxter. Den blir upp till 2 meter hög och har mycket stora blad. Den har 6 kalkblad. Ståndarna är 6 till antalet. Blommorna är vindblommor, vilkas pollen skakas ut av vinden till följd av blomskaftets finhet och böjlighet.
Hästskräppans tjocka rot liknar rabarberroten genom sin gula färg och beska smak. Den användes förr i husmedicinen, för sina starkt adstringerande och sårläkande egenskaper. 
Den är vanlig i nästan hela Norden och även i ett vidare område i norra och centrala Europa och österut bort till Japan i Asien. Den växer vid vatten (till exempel sjöar, åar eller kärr) där jorden är fuktig och näringsrik och där den inte skuggas av andra växter.

## Synonym
Rumex hippolapathum var. palustris Fr. 1828. Det är denna synonym, som ger kopplingen till förleden häst- i de svenska namnen. Det grekiska ordet ύππος — (h)ippos betyder just häst.)

## Alternativa namn
- hästsyra
- tjerp (tjärp) (femininum) i Jämtland[2]
- vattenskräppa (Detta namn används dock officiellt för  Rumex hydrolapathum — av grekiska ordet ύδωρ, "[h]ydor" = vatten. R hydrolapathum kallas även lokalt tara, vilket eventuellt är besläktat med tjerp[2])
- vattensyra i Uppland][2]